# 휴이트붉은바위토끼
휴이트붉은바위토끼(Pronolagus saundersiae)는 토끼과에 속하는 포유류의 일종이다. 이전에는 스미스붉은바위토끼의 아종으로 분류했지만, 현재는 형태적 차이와 시토크롬b와 12S rRNA 사이의 유전적 차이때문에 별도의 종으로 간주된다. 학명은 1927년 휴이트(Hewitt)가 처음 명명했다. 남아프리카 남부와 동부 지역에 널리 분포한다.